# اچ‌ام‌اس کامبرلند (۱۸۰۷)
اچ‌ام‌اس کامبرلند (۱۸۰۷) (به انگلیسی: HMS Cumberland (1807)) یک کشتی بود که طول آن ۱۷۴ فوت (۵۳ متر) بود. این کشتی در سال ۱۸۰۷ ساخته شد.